# Munkedals landsfiskalsdistrikt
Munkedals landsfiskalsdistrikt var 1941–1964 ett landsfiskalsdistrikt i Göteborgs och Bohus län, bildat när Sveriges nya indelning i landsfiskalsdistrikt trädde i kraft den 1 oktober 1941, enligt kungörelsen den 28 juni 1941. Detta distrikt bildades genom sammanslagning av Sörbygdens landsfiskalsdistrikt och Tunge landsfiskalsdistrikt som hade bildats den 1 januari 1918 när Sveriges första indelning i landsfiskalsdistrikt trädde i kraft. Den 1 januari 1965 avskaffades i Sverige samtliga landsfiskaler och landsfiskalsdistrikt, och deras arbetsuppgifter delades upp på de nyskapade indelningarna polisdistrikt, åklagardistrikt och kronofogdedistrikt.
Landsfiskalsdistriktet låg under länsstyrelsen i Göteborgs och Bohus län.

## Ingående områden
Kommunerna Hede, Krokstad och Sanne hade tidigare tillhört Sörbygdens landsfiskalsdistrikt och kommunerna Foss, Håby och Svarteborg hade tidigare tillhört Tunge landsfiskalsdistrikt. När Sveriges nya indelning i landsfiskalsdistrikt trädde i kraft den 1 januari 1952 (enligt kungörelsen 1 juni 1951) ändrades distriktets indelning genom kommunreformen 1952, vilket betydde att den upphörda kommunen Bärfendals område tillfördes från Sotenäs landsfiskalsdistrikt.

### Från 1 oktober 1941
Sörbygdens härad:
- Hede landskommun
- Krokstads landskommun
- Sanne landskommun

Tunge härad:
- Foss landskommun
- Håby landskommun
- Svarteborgs landskommun

### Från 1 januari 1952
- Munkedals landskommun
- Svarteborgs landskommun
- Sörbygdens landskommun